# Metilgliossale
La metilgliossale (MGO) è un composto organico di formula CH3C(O)CHO, derivato ridotto dell'acido piruvico. Si tratta di un'aldeide con un gruppo chetonico come sostituente. È un composto molto reattivo legato all'insorgere e al progredire del diabete. A livello industriale si produce per degradazione di carboidrati impiegando l'enzima metilgliossal-sintasi.

## Struttura chimica
La metilgliossale gassosa presenta due gruppi carbonilici (un'aldeide e un chetone). In presenza d'acqua esiste anche sotto forma di idrati e oligomeri. La formazione degli idrati è un indice della sua elevata reattività, da tenere sotto controllo in contesti biologici.

## Biochimica

### Biosintesi e biodegradazione
Negli organismi viventi la metilgliossale si forma come sottoprodotto di diversi percorsi metabolici. Principalmente deriva dalla glicolisi attraverso un meccanismo che coinvolge la gliceraldeide-3-fosfato e il diidrossiacetone fosfato. Si ritiene inoltre che possa originarsi dalla degradazione di acetone e treonina.
La metilgliossale è molto citotossica per cui l'organismo ha sviluppato, per evoluzione, una serie di meccanismi di difesa, come gli enzimi gliossilasi. Il composto viene detossificato per azione del glutatione che, reagendo con MGO, lo converte in un emiacetale, a sua volta convertito in S-D-lattoil-glutatione tramite gliossilasi I. Il prodotto è infine convertito in lattato attraverso la gliossilasi II.
Può formarsi anche per perossidazione lipidica oppure per metabolismo di alcuni amminoacidi, specialmente la treonina.

### Funzione biochimica
La metilgliossale è coinvolta nella formazione degli advanced glycation endproducts (AGEs, prodotti finali di glicazione avanzata). In questo processo, MGO reagisce con gli amminoacidi lisina, arginina e cisteina. Gli istoni sono molto suscettibili all'azione di MGO e si è visto che c'è una correlazione con l'insorgere del cancro al seno.

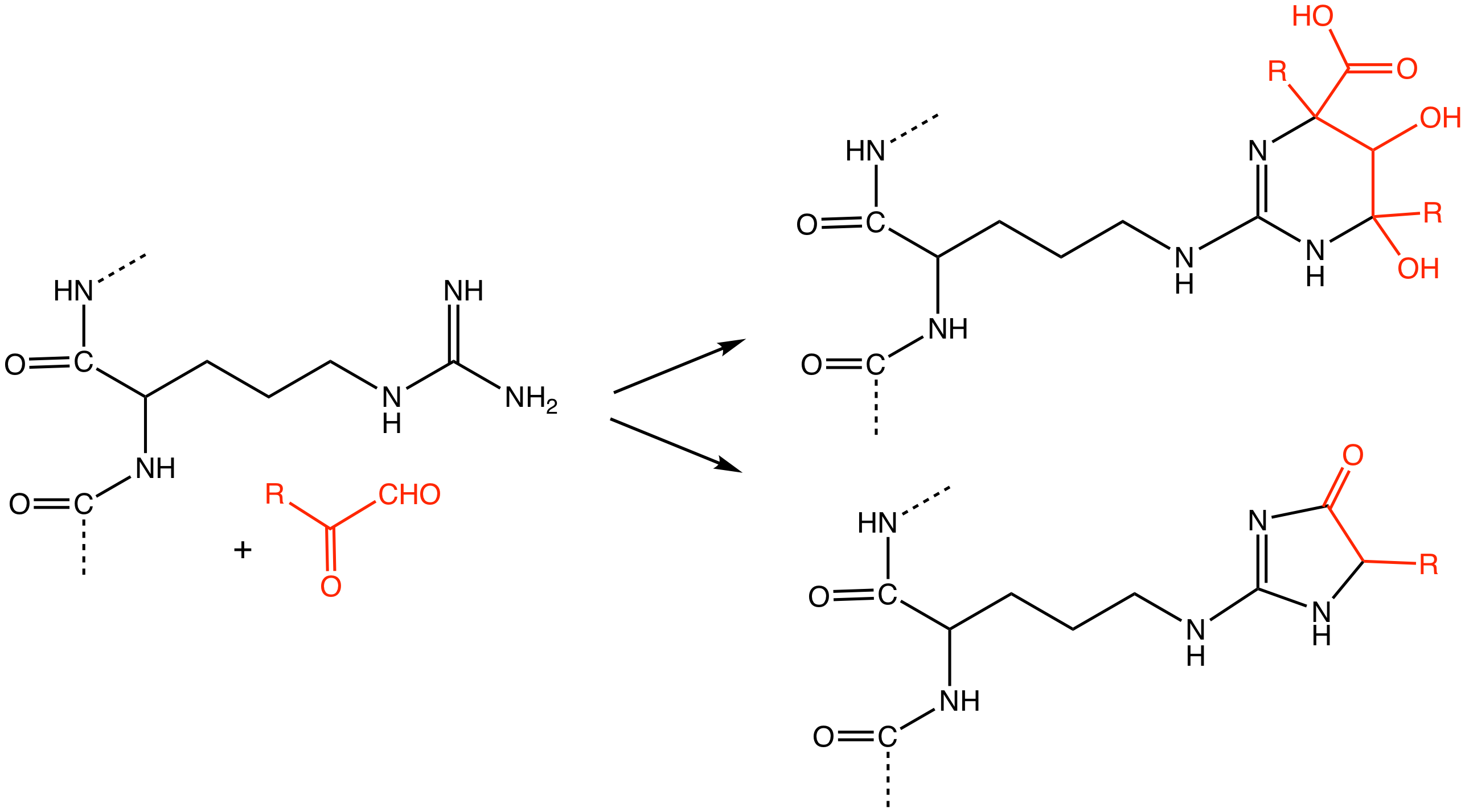
Un prodotto AGE derivato dall'attacco di MGO sull'arginina.

### Biomedicina
Con l'aumentare dei livelli di glucosio nel sangue, si riscontra anche un incremento della metilgliossale, specialmente nei pazienti diabetici, in cui è associata all'aterosclerosi arteriale. Questo perché MGO danneggia le LDL tramite glicazione.
MGO si lega anche direttamente alle terminazioni nervose, comportando la neuropatia diabetica.

## Miele
La metilgliossale è un componente di alcune tipologie di miele, come il miele di manuka.  È utile ad esercitare un'azione contro alcuni batteri quali Escherichia coli e Staphylococcus aureus e può aiutare a prevenire la formazione di biofilm prodotti da Pseudomonas aeruginosa.